# تونل (فیلم ۲۰۱۱)
«تونل» (انگلیسی: The Tunnel (2011 film)) فیلمی در ژانر ترسناک است که در سال ۲۰۱۱ منتشر شد.